# Dendrobium patentilobum
Dendrobium patentilobum är en orkidéart som beskrevs av Oakes Ames och Charles Schweinfurth. Dendrobium patentilobum ingår i släktet Dendrobium, och familjen orkidéer. Inga underarter finns listade i Catalogue of Life.